# Georg von Wedekind (Mediziner)

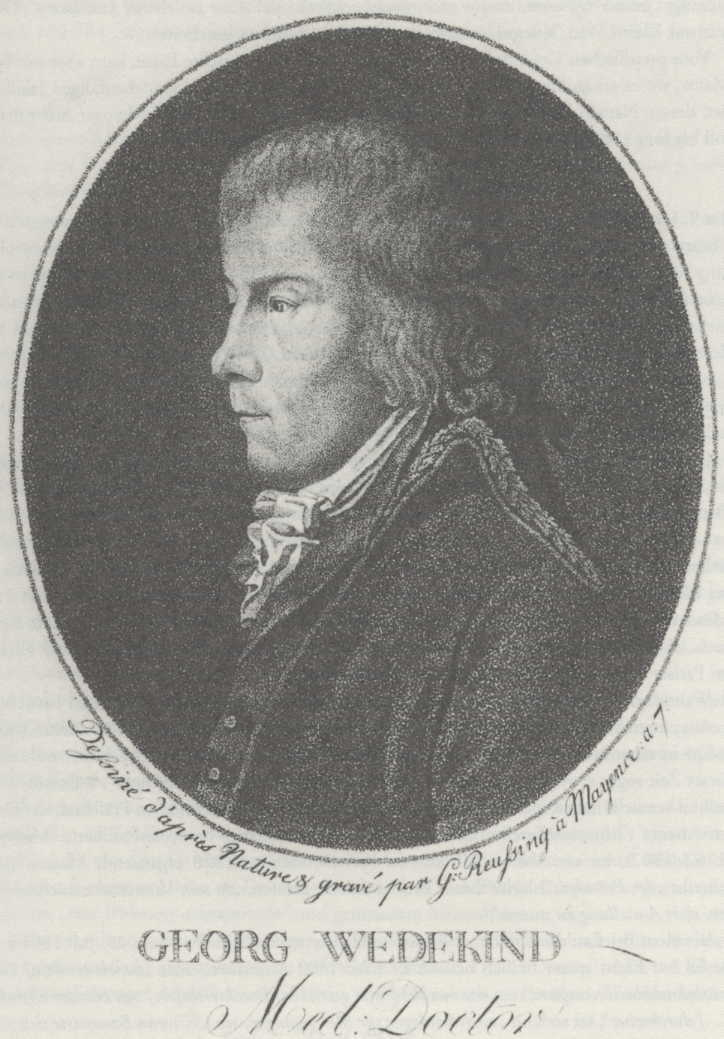
Georg Wedekind um 1800

Georg Christian Gottlieb Wedekind, seit 1809 Freiherr von Wedekind, (* 8. Januar 1761 in Göttingen; † 28. Oktober 1831 in Darmstadt) war ein deutscher Arzt und Revolutionär.

## Familie
Georg Freiherr von Wedekind gehört der Familie Wedekind zur Horst an, zu der auch der Schriftsteller Frank Wedekind zählt. Er ist der Sohn des Göttinger Professors Rudolph Wedekind und Vater des bedeutenden hessischen Forstbeamten Georg Wilhelm Freiherr von Wedekind. Die Schriftstellerin und Übersetzerin Meta Forkel-Liebeskind ist seine Schwester. Die Politiker Georg Freiherr von Wedekind und Wilhelm Freiherr von Wedekind sind seine Enkel, der Widerstandskämpfer Arnd Freiherr von Wedekind sein Urenkel.

## Leben
Georg Wedekind studierte in Göttingen Medizin und wurde bereits als 19-Jähriger zum Doktor der Medizin promoviert. 1787 erfolgte die Berufung zum Leibarzt des Kurfürsten Friedrich Karl Joseph von Erthal nach Mainz und die Ernennung zum außerordentlichen Professor und Hofrat. Er gehört zu den Gründern der Mainzer Poliklinik.
1792 und 1793 war Georg Wedekind an der Gründung des Mainzer Jakobinerklubs mitbeteiligt und gehörte zum engeren Kreis der Mainzer Jakobiner. Er wurde Militärarzt bei der Rheinarmee und am Militärhospital in Straßburg, wo er drei Lieferungen einer 44-teiligen Redensammlung von François-Martin Poultier, die für den Dekadenkult genutzt werden sollten, ins Deutsche übersetzte. Die Unterstützung für dieses Projekt blieb jedoch aus und die Übersetzungen wurden eingestellt. In den Folgejahren war er vorwiegend im militärärztlichen Bereich tätig. Viele seiner beruflichen und politischen Erwartungen blieben unerfüllt. 1808 verabschiedete er sich dann vom Militär. Berufen zum Geheimen Rat und Leibarzt des hessischen Großherzogs Ludwig I. nach Darmstadt gelang es ihm, den schwer an Typhus erkrankten Monarchen zu heilen.
Wedekind wurde am 16. Mai 1809 in den erblichen Großherzoglich Hessischen Freiherrnstand erhoben. 1830 erfolgte die Ernennung zum Geheimen Staatsrat. Am 5. Februar 1792 wurde Georg Christian Theodor von Wedekind mit dem akademischen Beinamen Erasistratus III. als Mitglied (Matrikel-Nr. 949) in die Leopoldina aufgenommen.
Er ist 1785 in die Freimaurerloge Maximilian zu den drei Lilien in Köln aufgenommen worden und war später aktiv in den Logen Caroline zu den drei Pfauen in Neuwied und Les amis réunis in Mainz sowie 1816 Mitgründer und erster Meister vom Stuhl der Darmstädter Loge Johannes Evangelist zur Eintracht. Bereits nach einem Jahr überwarf er sich mit der Darmstädter Loge und schloss sich der Wormser Loge Zum wiedererbauten Tempel der Bruderliebe an. Diese ernannte ihn zum „Alt- und Ehrenstuhlmeister“.
Wedekind trat als einer der ersten in Deutschland für die Pockenschutzimpfung ein und veröffentlichte zahlreiche Abhandlungen zu medizinischen, politischen und philosophischen Themen sowie zu Adel und Freimaurerei.

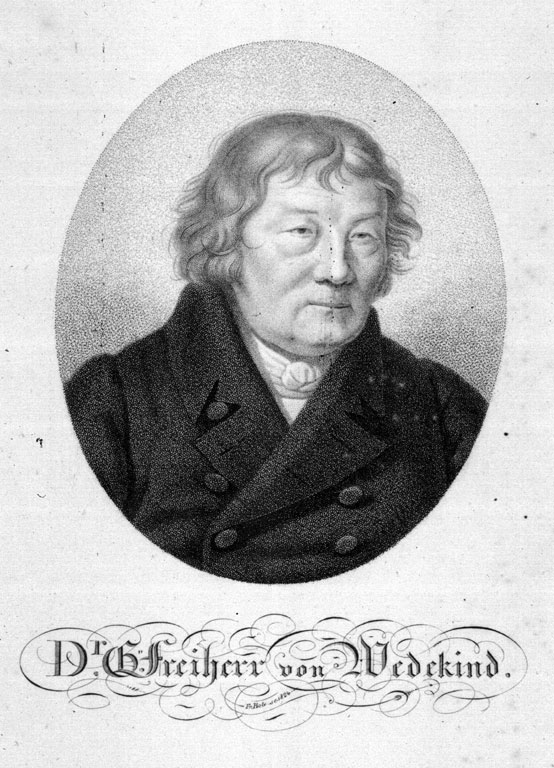
Georg Freiherr von Wedekind

## Auszeichnungen
- Cothenius-Medaille der Leopoldina 1792[5]
- Dr. phil. e. h.
- Kommandeur 1. Klasse des Kurfürstlich Hessischen Hausordens vom Goldenen Löwen (1817)
- Ritter des Großherzoglich Sachsen-Weimarschen Hausordens vom Weißen Falken (1824)